# Felix Hermann Maria Schoeller

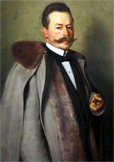
Felix Schoeller

Felix Hermann Maria Schoeller (* 8. März 1855 in Düren; † 16. Mai 1907 in Osnabrück) war ein deutscher Papierfabrikant.

## Leben und Wirken
Der Sohn des Papierfabrikanten und Kommerzienrates Felix Heinrich Schoeller (1821–1893) und der Maria Schüll (1824–1895) durchlief geprägt durch die familiäre Tradition ebenfalls eine Ausbildung zum Papierfabrikanten. Nach dem Erwerb praktischer Erfahrungen in England und Sachsen berief ihn sein Vater zum technischen Leiter für die Produktion hochwertiger Feinpapiere in dessen 1873 gegründeter Papierfabrik Felix Schoeller & Bausch in Neu Kaliß. Unstimmigkeiten mit der Familie Bausch führten aber dazu, dass Felix Hermann Maria nach Düren zurückkehrte und dort die Strohzellstofffabrik des väterlichen Unternehmens Papierfabrik Felix Heinrich Schoeller übernahm und zu Zellstofffabrik Hermann Maria Schoeller & Co umfirmierte. Beide Werke wurden dann 1886 in eine Offene Handelsgesellschaft (OHG) umgewandelt. 

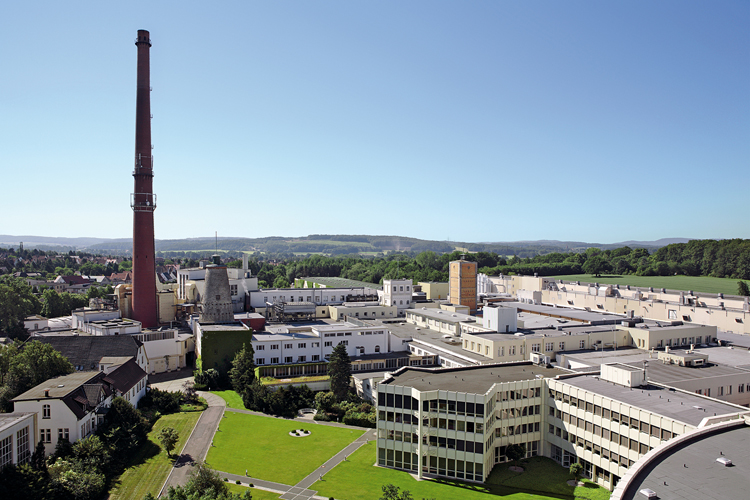
Hauptwerk Felix Schoeller Osnabrück

Da Schoeller, der schon früh auf die sich entwickelnde Fotografie setzte und erkannte, dass für (Silbersalz-)Fotopapier ein wachsender Markt entstehen würde, dafür aber in seiner Familie keinen Anklang fand, schied er nach dem Tod seines Vaters aus der OHG aus und erwarb 1895 die im Jahre 1808 von Christian Siegfried Gruner gegründete Papierfabrik C. S. Gruner & Sohn zu Burg Gretesch, seit 1972 ein Stadtteil von Osnabrück. Er firmierte das Unternehmen jetzt um in Felix Schoeller jr., führte die Produktion von Dokument-, Zeichen- und Verpackungspapiere seines Vorbesitzers weiter und erweiterte diese um die Herstellung von Fotobasispapier, nachdem er 1896 dazu eine erste Papiermaschine erworben hatte. Wirtschaftlich sinnvolle Zusammenarbeit mit international tätigen Fotounternehmen wie beispielsweise der Defender Photo Supply Co. in Rochester (New York) und Gevaert in Belgien, aber auch die Zusammenarbeit mit dem Fotopionier Raphael Liesegang führten in den Folgejahren zu einem rasanten Aufschwung seines Unternehmens. Bereits ab 1906 und nach dem Erwerb einer weiteren Papiermaschine übertraf die Produktion von Fotopapieren deutlich die der Feinpapiere. 

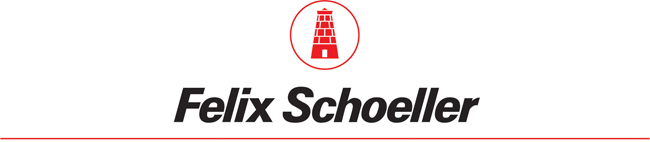
Firmenlogo

Nach seinem frühen Tod im Jahre 1907 im Alter von nur 52 Jahren und da seine Söhne noch zum Teil in der Ausbildung oder anderweitig verpflichtet waren, übernahm seine Frau Agnes vorübergehend die Firma und führte diese im Sinne ihres Mannes mit Erfolg weiter. Posthum noch errang Felix Hermann Maria im Jahre 1909 mit seinen innovativen Produkten auf der Internationalen Photographischen Ausstellung in Dresden die höchste Auszeichnung. Schließlich führten seine Söhne, Enkel und Urenkel, die noch bis um die Jahrtausendwende in der Firmenleitung aktiv waren, das Unternehmen weiter fort, welches durch zahlreiche Aufkäufe und Fusionen heutzutage als Felix Schoeller Holding GmbH & Co KG weiterhin weltweit erfolgreich vertreten ist.

## Familie

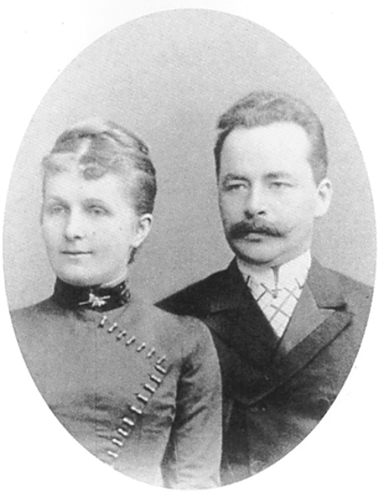
Felix Hermann Maria Schoeller mit seiner Frau Agnes, geb. Böhm

Felix Hermann Maria Schoeller war verheiratet mit Agnes Schoeller geb. Böhm (1861–1945), Tochter des Sanitätsrates Gustav Böhm, welche 1931 mit der Ehrendoktorwürde eines Dr. med. h. c. der Universität Göttingen geehrt wurde. Mit ihr hatte er drei Söhne, die alle als persönlich haftende Gesellschafter in die väterliche Firma einstiegen, und die Tochter Magdalena (1900–1975). 
Der älteste Sohn Felix Heribert Schoeller (1881–1958), verheiratet mit Adda Hasenclever, übernahm 1925 das Gut Gneven bei Schwerin, welches er aber bereits zwei Jahre später an die Papierfabrik Schoeller & Bausch in Neu-Kaliß weiterverkaufte, in deren Leitung er mittlerweile aufgerückt war. Nach dem Krieg und dem Verlust der Unternehmen und Güter in Mecklenburg kam er nach Osnabrück zurück und übernahm die Verwaltung des 1921 von der Papierfabrik Felix Schoeller Junior gegründeten Schoellerhofes. Dieser wurde gegründet, um die Ernährung der Fabriksmitarbeiter in der Inflation nach dem Ersten Weltkrieg sicherzustellen.  
Der zweite Sohn, Lothar Schoeller (1883–1957), verheiratet mit Helene Montag (1884–1952), wurde darüber hinaus zum Vorsitzenden der Papiererzeugenden Industrie gewählt und der Dritte, Gerhard Georg (1886–1970), zum Ehrensenator der TH Darmstadt ernannt.